# Westeinde (Meppel)
Het Westeinde is een straat en oppervlaktewater in de stad Meppel in de Nederlandse provincie Drenthe. Het water is verbonden aan het Meppelerdiep en via een wetering met de Hoogeveensche Vaart. De kade dient als passantenhaven. De kade heeft vooral een residentieel karakter, maar er is een havenkantoor met vuilwatervoorzieningen en douches. Geografisch bevindt zich het Westeinde in het zuiden van de stad Meppel.
Het Westeinde maakt onderdeel uit van de Haven van Meppel en ligt in de Binnenstad.